# Дерсу Узала (фильм, 1975)
«Дерсу́ Узала́» (яп. デルス・ウザーラ Дэрусу Удза:ра) — советско-японский художественный фильм Акиры Куросавы, созданный в 1975 году по мотивам произведений В. К. Арсеньева «По Уссурийскому краю» и «Дерсу Узала». Первый фильм режиссёра не на японском языке и в то же время единственный, снятый им на широкоформатной киноплёнке 70 мм. Вторым режиссёром картины стал Владимир Васильев.

## История создания
В феврале 1971 года советский режиссёр Сергей Герасимов во время визита в Японию сделал предложение Акире Куросаве снять фильм в СССР. Японский режиссёр, который незадолго до того расторг контракт с Голливудом в ходе работы над фильмом о нападении японцев на Пёрл-Харбор — «Тора! Тора! Тора!», — выплатив при этом большую неустойку, дал согласие. Первоначально Куросава хотел работать над «Тарасом Бульбой» Николая Гоголя, затем пробовал писать сценарий к «Запискам из мёртвого дома» Фёдора Достоевского, однако эти попытки не увенчались успехом.
На создание фильма по мотивам книг Владимира Арсеньева с главным героем Дерсу Узала было затрачено 4 миллиона долларов. Некоторые сцены фильма снимались в Москве на территории бывшего села Волынского (ныне районы Очаково-Матвеевское и Фили-Давыдково ЗАО г. Москвы), а также в Ядринском районе Чувашской АССР. В съёмках участвовали медведица Рита и косуля Катя.
Советский эстрадный певец Кола Бельды пробовался на главную роль; не пройдя пробы, он познакомился с Куросавой и помогал ему в отборе национальных мелодий, а также репетировал с исполнителем главной роли Максимом Мунзуком.

## Сюжет
Сюжет фильма основан на одноимённом романе учёного и писателя, известного путешественника и исследователя Дальнего Востока Владимира Арсеньева — о его путешествиях по Уссурийскому краю и дружбе с таёжным охотником Дерсу Узала, чьи необыкновенные личные качества восхищали В. Арсеньева.
Их путешествие по Уссурийской тайге, полное опасных приключений, составляет сюжетную основу фильма, однако смысл повествования выходит далеко за рамки сюжета. Время действия — 1902—1908 годы.
Хронология событий в фильме соблюдена лишь в целом. Например, ряд деталей, согласно книге «По Уссурийскому краю» относящихся к 1906 году, показаны в первой части, среди происходивших в 1902 году. Добавлена сцена в лагере китайских разбойников — хунхузов, в то время как согласно книге к лагерю приблизился один Дерсу и, замеченный хунхузами, вступил в перестрелку с ними.

## В ролях
- Максим Мунзук — Дерсу Узала
- Юрий Соломин — Владимир Клавдиевич Арсеньев
- Светлана Данильченко — Анна Константиновна Арсеньева, жена В. К. Арсеньева
- Дмитрий Коршиков — Вова
- Суйменкул Чокморов — Чжан-бао
- Владимир Кремена — Туртыгин
- Александр Пятков — Олентьев
- М. Бычков, В.Сергияков, В. Хрулёв, В. Ласточкин, С. Марьин и другие — члены отряда Арсеньева
- Даниил Нетребин — полицейский пристав
- Владимир Приходько — русский солдат
- Участвовали в съемках фильма жители Ядринского района Чувашской АССР (1973): Анюхин Николай Ильич, Изоркин Николай Николаевич, Буяндайкин Владислав Кириллович, Степанов Юрий Осипович, Николаев Александр Ермолаевич, Малинин Петр Иванович, Тумашков Александр Александрович, Соколов Виталий Васильевич, Ярандайкин Михаил Яковлевич.

## Съёмочная группа
- Авторы сценария: Акира Куросава, Юрий Нагибин
- Режиссёр: Акира Куросава
- Операторы-постановщики: Асакадзу Накаи, Юрий Гантман, Фёдор Добронравов
- Художник-постановщик: Юрий Ракша
- Режиссёр: Владимир Васильев
- Композитор: Исаак Шварц
- Звукооператор: О. Буркова
- Дирижёр: Вахтанг Жордания
- Музыкальный редактор: Минна Бланк
- Операторы: А. Бондаренко, В. Семин, Н. Яблоновский
- Ассистенты режиссёра: Т. Ногами, А. Бродский, Е. Гальковская, В. Максаков, Н. Миносима
- Ассистенты оператора: Ю. Володин, А. Евмина, Э. Шамов, К. Маруи
- Ассистенты художника: Ю. Усанов, М. Цивцивадзе
- Грим: В. Болотникова
- Костюмы: Т. Личмановой
- Монтаж: В. Степановой
- Комбинированные съёмки:
  - Оператор: Г. Азйзенберг
  - Художник: Ю. Чекмарев
- Мастер по свету: В. Скляров
- Художник-фотограф: Ю. Родькин
- Дрессировщики: В. и М. Запашные, Л. Данилевич, В. Оленин
- Консультант: И. Гурвич
- Переводчик: Л. Коршиков
- Редактор: Г. Боголебов
- Директор картины: Карлен Агаджанов
- Продюсеры: Ёити Мацуэ, Николай Сизов

## Призы
- 1975 — Золотой приз и премия ФИПРЕССИ на IX Московском кинофестивале
- 1976 — премия «Оскар» за лучший иностранный фильм, показанный в США[1]
- 1976 — Премия «Юсси» и диплом Ассоциации финских критиков советскому акционерному обществу «Космос-фильми» в Финляндии за выпуск фильма на экраны страны
- 1977 — Приз «Давид ди Донателло»: за лучшую режиссуру иностранного фильма (Акира Куросава) и «Специальный Давид» за качество производства («Мосфильм»)
- 1977 — Премия «Серебряная лента» Итальянского национального профсоюза киножурналистов за лучшую режиссуру иностранного фильма (Акира Куросава)
- 1977 — Специальный приз Национальной ассоциации писателей и сценаристов Испании за лучший иностранный фильм, показанный в стране
- 1977 — Премия Союза испанских кинокритиков за лучший иностранный фильм (совместно с х/ф «Барри Линдон»)
- Премия французских кинокритиков за лучшую актёрскую игру (Максим Мунзук)
- 1980 — Лучший фильм среди фильмов 1970-х годов по опросу кинокритиков Перу

## Критика
Съёмки фильма в 1974 году вызвали негативную реакцию в КНР. Сборник статей «Антикитайский киносценарий „Дерсу Узала“» отмечал: «Ренегатская клика советских ревизионистов не упускает случая использовать литературу для пропагандирования своей экспансионистской политики. В последнее время они снюхались с японским буржуазным режиссёром, сварганили фильм „Дерсу Узала“, что и является явным доказательством».
По мнению Юрия Соломина, «Куросава сделал лучший фильм о человеке и природе». Драматург и киновед Александр Мачерет после премьеры поблагодарил Васильева со словами: «Фильм сделали на века!». Секретарь Бюро режиссёров Союза кинематографистов Джанета Танбиева, напротив, оценила фильм негативно.
Так как Куросава был в напряжённых отношениях с американцами, а для Советского Союза премия «Оскар» стала неожиданностью, на церемонию награждения никто не поехал; статуэтку забрал Георгий Данелия.
В американском прокате лента вышла под названием «Охотник» (The Hunter). В 2011 в прокат вышел фильм с аналогичным названием, но с другим сюжетом, и профессиональный охотник Стивен Ринелла, делая для GQ обзор этих двух фильмов, отметил: «Если вы хотите увидеть по-настоящему хорошее кино об охоте, лучше посмотрите фильм Куросавы».